# Centraalstadion (Orjol)
Het Centraalstadion is een multifunctioneel stadion in Orjol, een stad in Rusland. 
Het stadion wordt vooral gebruikt voor voetbalwedstrijden, de voetbalclub FC Oryol maakt gebruik van dit stadion. In het stadion is plaats voor 15.292 toeschouwers. 